# ما قوم-جا
ما قوم-جا (انگلیسی: Ma Kum-ja؛ زادهٔ ۲۴ اوت ۱۹۵۵) بازیکن والیبال اهل کره جنوبی است.